# Зимова Універсіада 1983
Зимова Універсіада 1983 — XI зимова Універсіада, пройшла в болгарській столиці Софії в 1983 році.
Брали участь 535 спортсменів — 426 чоловіків та 109 жінок, з 31 країни світу. Проведені змагання з семи видів спорту.

## Види спорту
- Біатлон
- Гірськолижний спорт
- Лижне двоборство (північна комбінація)
- Лижні перегони
- Стрибки з трампліна
- Фігурне катання
- Хокей

## Медальний залік
| Місце | Країна         | Золото | Срібло | Бронза | Загалом |
| ----- | -------------- | ------ | ------ | ------ | ------- |
| 1     | СРСР           | 10     | 9      | 5      | 24      |
| 2     | Чехословаччина | 5      | 4      | 2      | 11      |
| 3     | Італія         | 3      | 2      | 1      | 6       |
| 4     | Болгарія       | 1      | 3      | 3      | 7       |
| 5     | Франція        | 1      | 1      | 1      | 3       |
| 6     | Швейцарія      | 1      | 0      | 0      | 1       |
| 6     | Японія         | 1      | 0      | 0      | 1       |
| 8     | Іспанія        | 1      | 0      | 0      | 1       |
| 9     | Румунія        | 0      | 1      | 1      | 2       |
| 10    | Югославія      | 0      | 1      | 0      | 1       |
| 11    | Польща         | 0      | 0      | 3      | 3       |
| 12    | Фінляндія      | 0      | 0      | 2      | 2       |
| 12    | США            | 0      | 0      | 2      | 2       |
| 14    | КНР            | 0      | 0      | 1      | 1       |
| Total | Total          | 23     | 21     | 21     | 65      |

## Хокей
Переможцями турніру з хокею на Універсіаді 1983 стала збірна Чехословаччини. Вона виступала у складі: воротарі Я. Храта, Я. Шиндел; захисники М. Бенішек, З. Венера, В. Єсенский, П. Скалицький, Я. Левинський, Л. Колда, П. Сетиковский; нападники Ст. Цалдр, Я. Покович, Н. Крав, А. Міцка, С. Герман, М. Венкрбец, З. Зима, Й. Лукач, К. Пржецехтель, Ї. Паржизек; тренер Я. Старши. Друге місце посіла збірна СРСР, третє — збірна Румунії.

## Біатлон
Змагання з біатлону проведені вперше в історії зимових Універсіад. Розіграні три комплекти нагород, все серед чоловіків. У всіх трьох дисциплінах перемоги здобули представники СРСР.